# 老隐站
老隱站（：／ Noeun yeok */?）是大田地鐵1號線沿線的一座地下車站，位於韓國大田廣域市儒城区智足洞。

## 車站結構
本站站體為2面2線側式月台的地下車站，設有月台幕門，並有4處出口。

### 月台配置
| 世界盃競技場 ↑ |
| \| 上          |
| ↓ 智足         |

| 月台 | 路線               | 目的地                                 |
| ---- | ------------------ | -------------------------------------- |
| 上行 | ●大田都市铁道1号线 | 世界盃競技場、儒城溫泉、大田、板岩方向 |
| 下行 | ●大田都市铁道1号线 | 智足、盤石方向                         |

## 歷史
- 2007年4月17日：落成啟用。

## 車站周邊
- 儒城醫院
- 은구비公園
- 尚智初等學校
- 智足中學、高校
- 智足郵局
- 儒城老隠CGV
- 大田先史博物館
- 三星證券大田老隠分行
- 國民銀行老隠分行
- 現代證券老隠分行
- 新韓銀行老隠分行

## 圖片

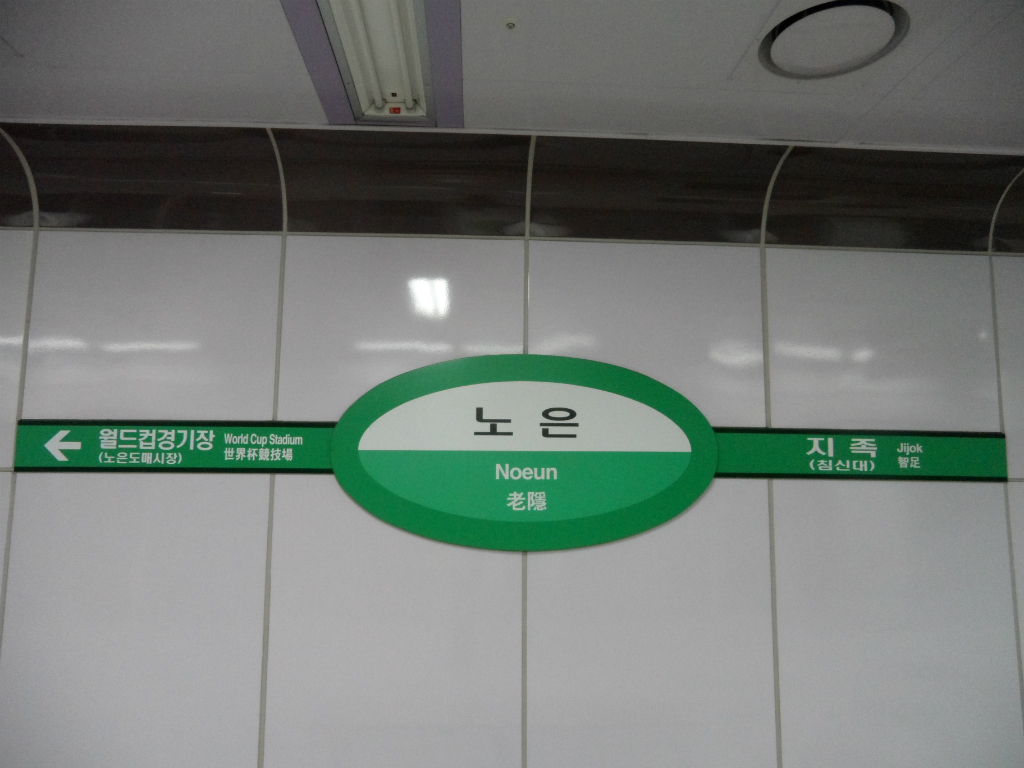
站名牌
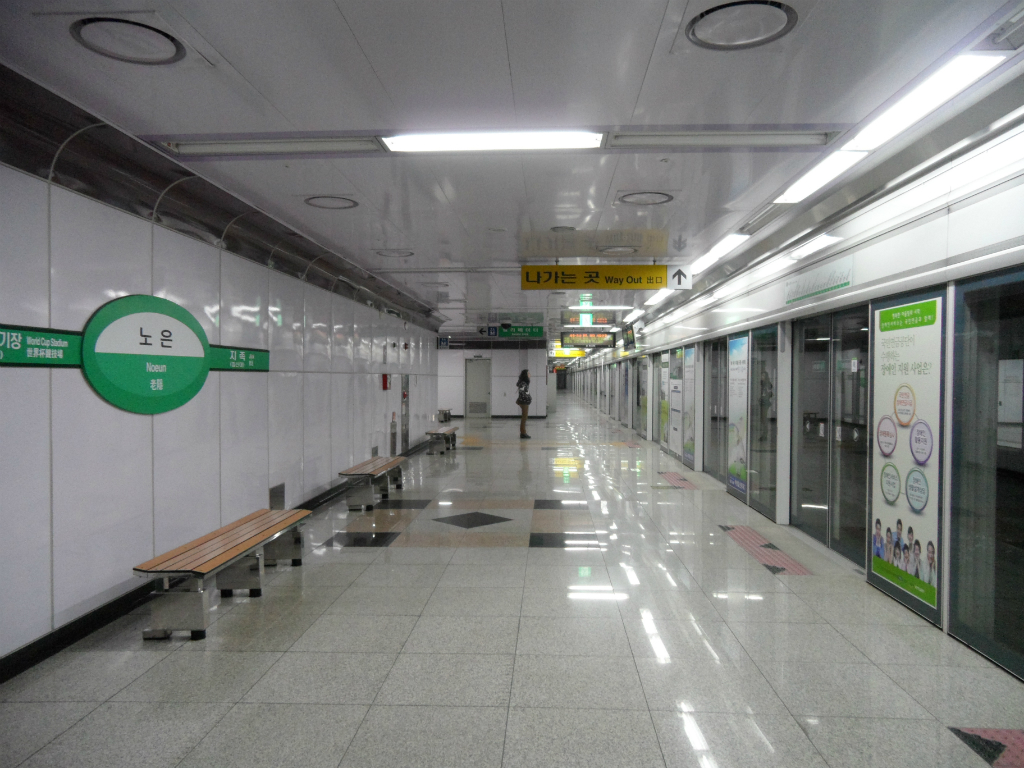
候車月台
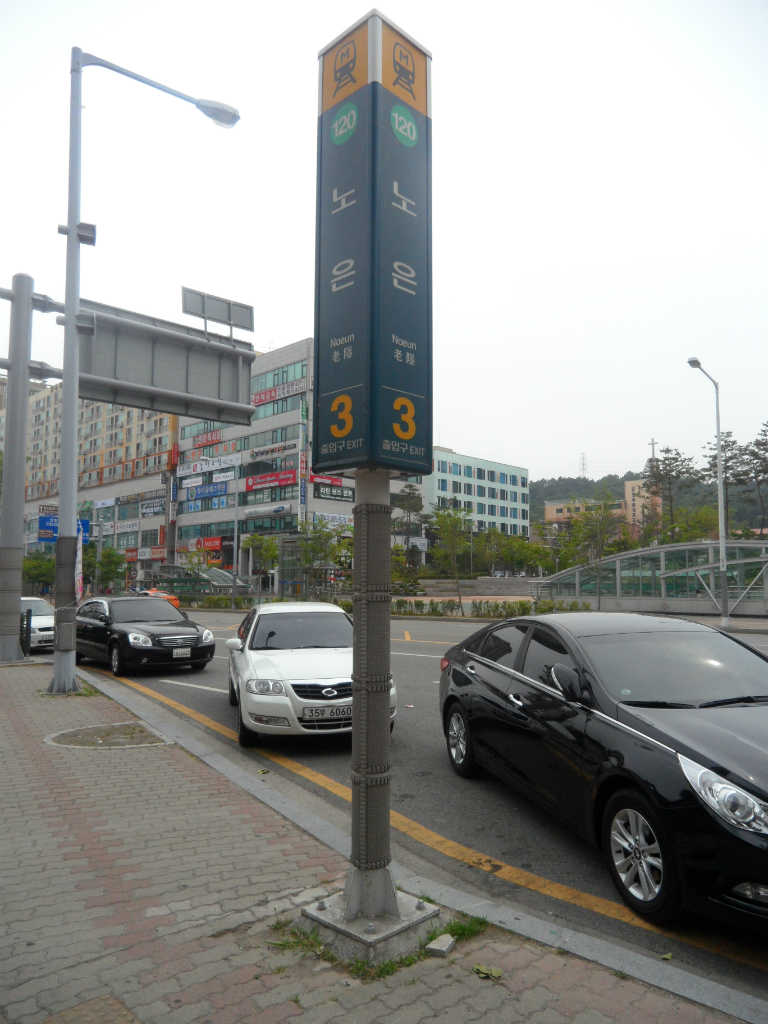
3號出口站牌

## 相鄰車站
大田廣域市都市鐵道公社
●大田都市铁道1号线
世界盃競技場（119）－老隱（120）－智足（121）